# Congreso del Estado de Michoacán
El Congreso del Estado Libre y Soberano de Michoacán de Ocampo es el órgano depositario del poder legislativo del estado mexicano de Michoacán. Es una asamblea unicameral compuesta por cuarenta diputados, de los cuales veinticuatro son electos por mayoría relativa y dieciséis por representación proporcional. Su sede es el Palacio Legislativo de Michoacán en Morelia.
Su composición se renueva cada tres años con una nueva legislatura. Cada diputado tiene un suplente que lo reemplaza para las faltas temporales y permanentes de su compañero de fórmula. Los diputados pueden ser reelectos hasta por cuatro periodos consecutivos.
La composición del congreso se elige en las elecciones locales. Los veinticuatro diputados de mayoritaria relativa son electos directamente por cada uno de los distritos electorales uninominales en los que se divide el Estado según lo determine el Instituto Nacional Electoral. Los dieciséis diputados por representación proporcional son electos indirectamente por un sistema de lista de candidatos votados en una sola circunscripción plurinominal.

## De los Diputados

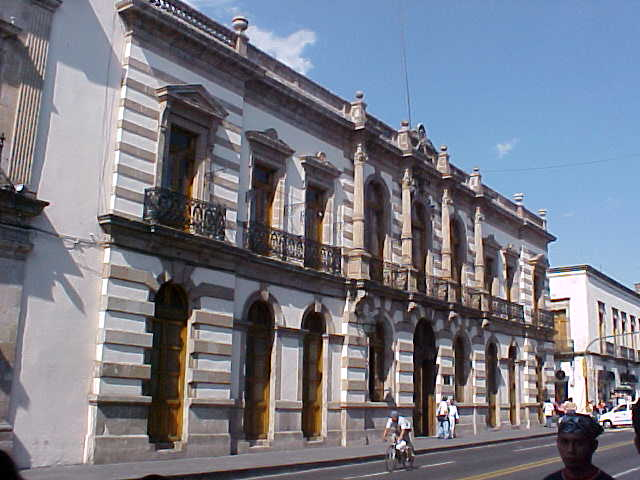
Palacio Legislativo de Michoacán.

De acuerdo con la Constitución de Michoacán, los diputados son representantes del pueblo y, para ser electo diputado por cualquiera de los dos principios de elección, se necesita cubrir con ciertos requisitos.
Dichos requisitos están señalados en el artículo 23 de la Constitución de Michoacán, el cual señala que para ser diputado se requiere:
I.- Ser ciudadano mexicano por nacimiento y ser michoacano en ejercicio de sus derechos;
II.- Ser originario del distrito por el que haya de ser electo por el principio de mayoría relativa, o tener una residencia efectiva en el mismo no menor a dos años previos al día de la elección. Los oriundos o residentes de los municipios cuyo territorio comprende más de un distrito, podrán ser electos en cualquiera de ellos; y,
III.- Tener veintiún años cumplidos el día de la elección.
Así pues, el subsecuente artículo 24 establece que personas no podrán ser diputados, las cuales son:
I.- Los ciudadanos que tengan mando de fuerza pública en el Estado;
II.- Los funcionarios de la Federación, los titulares de las dependencias básicas y de las entidades de la organización administrativa del Ejecutivo y los ayuntamientos, los Consejeros del Poder Judicial, los Magistrados del Supremo Tribunal de Justicia, del Tribunal Electoral y del Tribunal de Justicia Administrativa;
III.- Los jueces de primera instancia, los recaudadores de rentas, los presidentes municipales, los síndicos y los regidores;
IV.- Los ministros de cualquier culto religioso;
V.- Los consejeros y funcionarios electorales federales o estatales, a menos que se separen un año antes del día de la elección; y,
VI.- Los que se encuentren suspendidos de sus derechos políticos.
Los ciudadanos enumerados en las fracciones I, II y III pueden ser electos, siempre que se separen de sus cargos noventa días antes de la elección.
Los diputados son inviolables por las opiniones que manifiesten en el desempeño de su cargo, es decir,  no pueden ser procesados judicialmente por ellas, por lo que gozan de fuero. El Presidente del Congreso debe velar por el respeto a ese fuero constitucional de los diputados.
Los diputados, durante el período de su encargo, no pueden tener ninguna comisión o empleo de la Federación, del Estado o del Municipio por los cuales disfrute sueldo, a excepción salvo los de docencia y beneficencia, sin licencia previa del Congreso. De ser así, cesarán en sus funciones representativas mientras dure su nueva ocupación.
El Congreso se renueva totalmente cada tres años y se instala el 15 de septiembre del año en que se celebra la elección. El Congreso sesiona por años legislativos comprendidos del 15 de septiembre al catorce de septiembre del año siguiente. El gobernador del Estado, así como el presidente y los magistrados del Supremo Tribunal de Justicia del Estado, asisten a la sesión de apertura de cada años legislativo del Congreso.

## De la Legislatura
El Congreso funciona por Legislaturas, a las cuales se les denomina agregando previamente el número nominal que les corresponda. Cada Legislatura tiene un periodo constitucional de duración de tres años, y éstas se dividen por Años Legislativos.El Pleno del Congreso dentro del año legislativo sesiona en dos periodos ordinarios de sesiones. La integración inmediata anterior del Congreso del Estado la conformó la LXXIII Legislatura (septuagésima tercera), con una duración comprendida por el periodo del 15 de septiembre de 2015 al 14 de septiembre de 2018.

### Grupos Parlamentarios
Los grupos parlamentarios son las formas de organización que adoptan los diputados que pertenecen a un mismo partido político; estos grupos deben coadyuvar al buen desarrollo del proceso legislativo. Un grupo parlamentario puede estar constituido por dos o más diputados, dicho grupo deberá llevar la nombre del Partido. Sólo puede haber un grupo parlamentario por Partido Político representado en el Congreso.

### De los Órganos del Congreso
Los principales órganos del Congreso del Estado son la Mesa Directiva y la Junta de Coordinación Política (ambos fungen como órganos de gobierno interior), así como las Comisiones.

#### La Mesa Directiva
La Mesa Directiva se integra por un presidente, quien es el presidente del Congreso, un vicepresidente y tres secretarios, por un periodo de un año, electos en votación nominal y en un solo acto, a propuesta de la Junta de Coordinación Política, cuidando la representación plural del Congreso.
Corresponde al Presidente del Congreso preservar el orden y la libertad en el desarrollo de los debates, deliberaciones y votaciones en el Pleno; velar por el equilibrio entre las participaciones de los legisladores y de los grupos parlamentarios; asimismo hace prevalecer el interés general del Congreso por encima de los intereses particulares o de grupo.  El Vicepresidente asiste al Presidente del Congreso en el ejercicio de sus funciones. En ausencia del Presidente, el vicepresidente ejercerá todas las facultades y obligaciones de éste. Los Secretarios, son órganos de apoyo a la Presidencia en sus labores Legislativas; en el orden de su elección, los Diputados electos como Secretarios ocupan la primera, la segunda y la tercera secretaría.
Para el actual primer año legislativo de la LXXIV Legislatura (2018-2021), el 15 de septiembre de 2018 asumieron los cargos en la Mesa Directiva los siguientes Diputados:
- Presidente de la Mesa Directiva:
  - José Antonio Salas
- Vicepresidente:
  - Fermín Bernabé Baena
- Secretarios:
  - Primer Secretario: Octavio Ocampo 
  - Segundo Secretario: Yaraví Ávila 
  - Tercer Secretario: María Teresa Mora Covarrubias

#### La Junta de Coordinación Política
La Junta representa la integración política del Congreso y por tanto, es el órgano que impulsa el entendimiento político entre los Diputados, así como con las instancias y órganos que resulte necesario, a fin de alcanzar acuerdos para que el Pleno esté en condiciones de adoptar las decisiones que le corresponden. La Junta es un órgano colegiado que se integra con los Coordinadores de cada Grupo Parlamentario, así como por el diputado propuesto por la Representación Parlamentaria, y por el presidente del Congreso quien tendrá derecho a voz. La Junta tiene un Presidente. La Presidencia de la Junta es rotativa entre los Coordinadores de los Grupos Parlamentarios que representen al menos el veinte por ciento del Congreso.
Los actuales miembros de la Junta de Coordinación Política son los Diputados:
- Presidente de la Junta de Coordinación Política:
  - Alfredo Ramírez Bedolla
- Integrantes
  - Javier Estrada Cárdenas 
  - Adrián López Solís 
  - Eduardo Orihuela Estefan 
  - Brenda Fabiola Fraga Gutiérrez 
  - Ernesto Núñez Aguilar 
  - José Antonio Salas Valencia

#### Las Comisiones
Para el desempeño de sus atribuciones legislativas, administrativas, de fiscalización e investigación del Congreso, los Diputados integran Comisiones, las cuales pueden ser de dictamen, especiales o de protocolo. Todas las Comisiones son colegiadas y se integran procurando reflejar la pluralidad del Congreso hasta con un máximo de cinco Diputados, presididas por el primero de los nombrados a propuesta de la Junta. Las comisiones especiales se integrarán por el número de diputados que disponga su acuerdo de creación.

## Legislaturas
| Legislatura | Periodo   |
| ----------- | --------- |
| LIX         | 1971-1974 |
| LX          | 1974-1977 |
| LXI         | 1977-1980 |
| LXII        | 1980-1983 |
| LXIII       | 1983-1986 |
| LXIV        | 1986-1989 |
| LXV         | 1989-1992 |
| LXVI        | 1992-1995 |
| LXVII       | 1995-1998 |

| Legislatura | Periodo   |
| ----------- | --------- |
| LXVIII      | 1998-2001 |
| LXIX        | 2001-2004 |
| LXX         | 2004-2007 |
| LXXI        | 2007-2011 |
| LXXII       | 2011-2015 |
| LXXIII      | 2015-2018 |
| LXXIV       | 2018-2021 |
| LXXV        | 2021-2024 |
| LXXVI       | 2024-2027 |